# Pyralomorpha inscripta
Pyralomorpha inscripta är en fjärilsart som beskrevs av Hans Rebel 1917. Pyralomorpha inscripta ingår i släktet Pyralomorpha och familjen nattflyn. Inga underarter finns listade.